# Église Saint-Martin de Bucy-le-Long
L'église Saint-Martin est une église catholique située à Bucy-le-Long, en France.

## Localisation
L'église est située dans le département français de l'Aisne, sur la commune de Bucy-le-Long.

## Historique
La nef de cette église est construite au XIIe siècle. Le transept, le chevet et le clocher datent du XVe et du XVIe siècle.
Une mauvaise restauration est effectuée au XIXe siècle. Une nouvelle restauration a lieu après la Première Guerre mondiale.

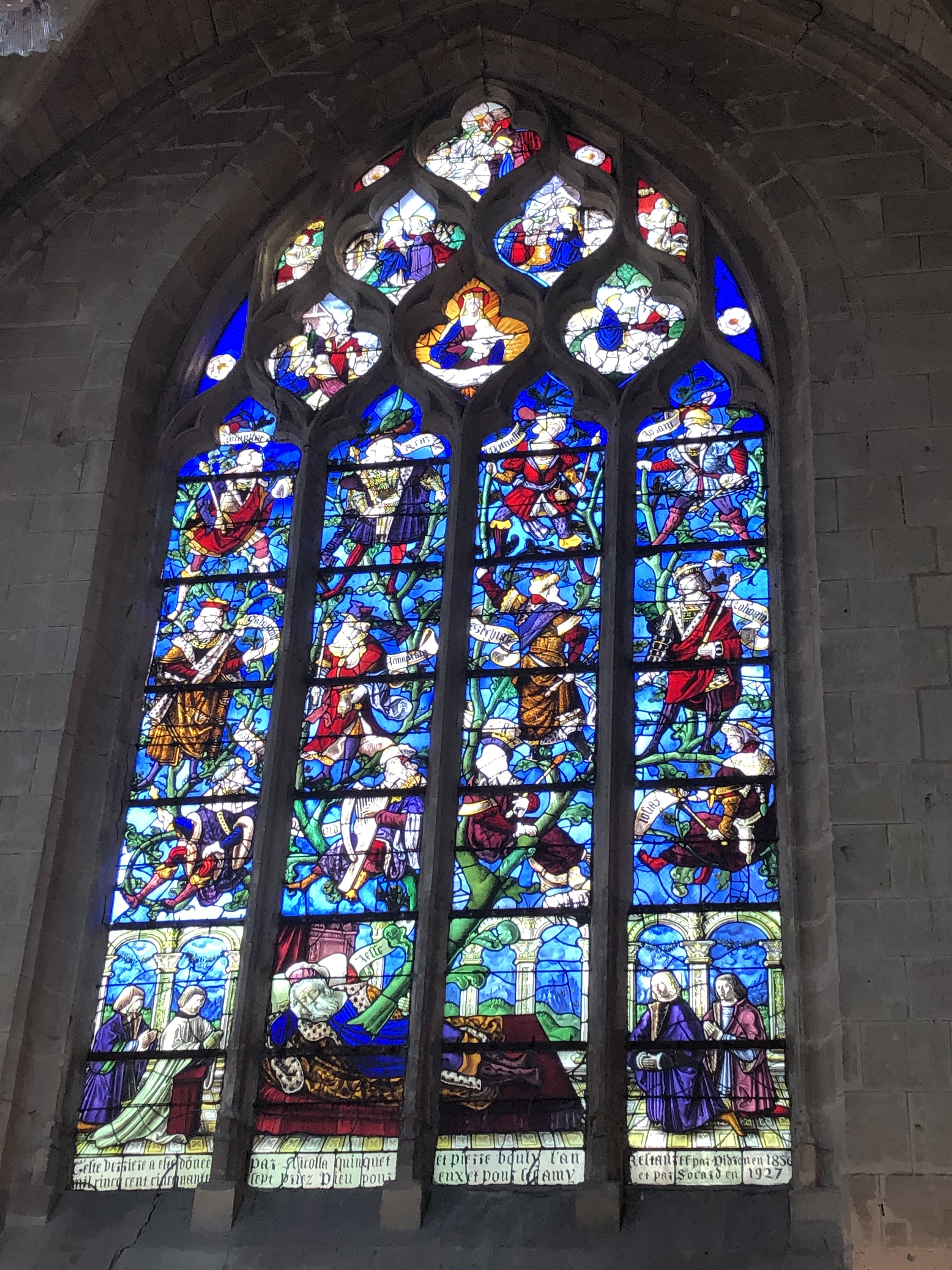
Vitrail de l'arbre de Jessé, 1557

L'édifice est classé au titre des monuments historiques en 1923. Il contient un vitrail remarquable de l'arbre de Jessé daté de 1557.

## Galerie

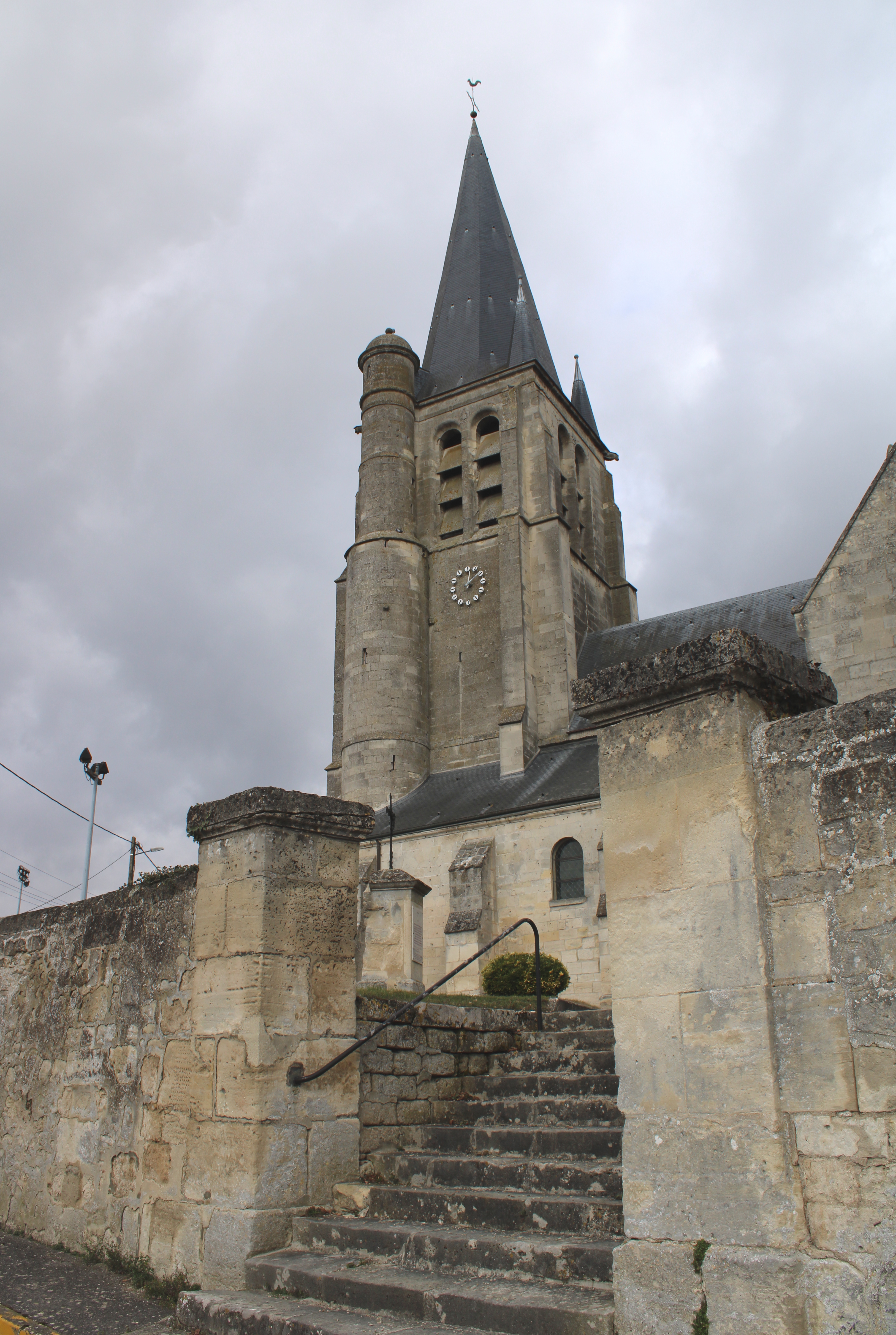
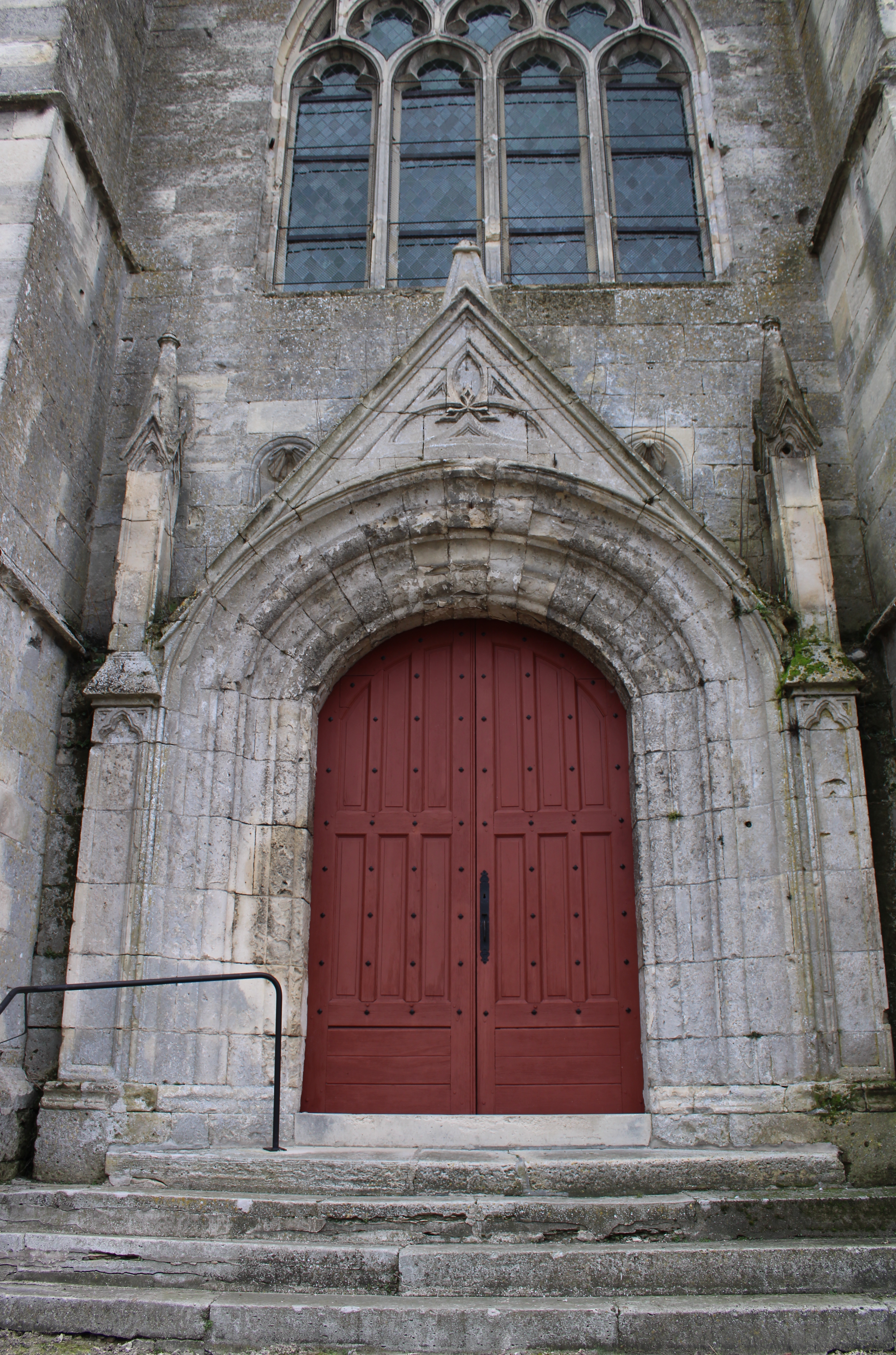
Portail de l'église.